# Communauté de communes du Nord de l’Aube
Die Communauté de communes du Nord de l’Aube war ein französischer Gemeindeverband mit der Rechtsform einer Communauté de communes im Département Aube in der Region Grand Est. Sie wurde am 16. Dezember 2009 gegründet und umfasste sieben Gemeinden. Der Verwaltungssitz befand sich im Ort Mailly-le-Camp.

## Historische Entwicklung
Am 1. Januar 2017 wurde der Gemeindeverband mit den Communautés de communes Région d’Arcis-sur-Aube und Région de Ramerupt zur neuen Communauté de communes d’Arcis, Mailly, Ramerupt zusammengeschlossen.

## Ehemalige Mitgliedsgemeinden
1. Allibaudières
2. Herbisse
3. Mailly-le-Camp
4. Poivres
5. Semoine
6. Trouans
7. Villiers-Herbisse